# Potentilla tephroleuca
Potentilla tephroleuca är en rosväxtart som först beskrevs av Franz Theodor Wolf, och fick sitt nu gällande namn av Boris Fedtjenko. Potentilla tephroleuca ingår i Fingerörtssläktet som ingår i familjen rosväxter. Inga underarter finns listade i Catalogue of Life.